# Île du Corossol
L'île du Corossol est une île de l'archipel des Sept Îles, au Québec, située à 12,3 kilomètres de la rive Nord du Golfe du Saint-Laurent, à l'intérieur de la baie de Sept-Îles. L'île accueille entre autres un refuge d'oiseaux migrateurs et un phare désaffecté. L'île du Corossol tire son nom d'un bateau français qui y échoua en 1693. À cause d'une attraction paronymique, l'île a déjà été connue sous le toponyme « erroné » d'Île du Carrousel.

## Histoire
L'île doit son nom au naufrage du Corossol en novembre 1693. Celui-ci entraina entre autres la mort de Jacques de Lalande de Gayon (coseigneur de la seigneurie des Îles-et-des-Îlets-de-Mingan avec Louis Jolliet), de la femme et de dix des treize enfants de Jean-Baptiste Louis Franquelin, hydrographe du roi Louis XIV, premier cartographe officiel du Canada. Les vestiges du navire, identifiés en 1990, se trouvent entre l'île Manowin, au nord et l'île du Corossol. Ils sont partiellement observables à marée basse. Le nom du navire rappelle quant à lui le corossol, un fruit que l'on trouve dans la zone tropicale de l'Amérique et également en Asie.

## Refuge d'oiseaux
Cette île est d'une superficie de 10 hectares, pour un perimêtre de 5,8 kilomètres, sont point culminant est situé à 79 mètres au-dessus du niveau de la mer. Dans le but principal de protéger l'eider à duvet, ainsi que diverses autres espèces d’oiseaux marins qui viennent y nicher, l'île obtient le statut de refuge d'oiseaux migrateurs (ROM) en 1937. Pour cette raison, l’île n’est pas accessible aux visiteurs. De plus, les bateaux doivent respecter une zone de protection de 500 m autour de l’île.
Près de 80 % du territoire sont recouverts d'une végétation principalement composée d'une espèce de conifère, l'épinette blanche (Picea glauca) et de bouleaux à papier (Betula papyrifera var. papyrifera).

## Phare
L'île du Corossol est équipée d'un phare octogonal blanc, de deux maisons de gardiens, une structure à claire-voie et d'autres bâtiments. Ce phare, qui servait à indiquer aux navires l'entrée de la rade de Sept-Îles, a été désactivé vers 1985 pour être remplacé par une tour tétrapode (une skeleton tower). L'accès libre à l'île étant interdit, il est impossible de faire la visite guidée du phare.